# Pier Giorgio Bellocchio
Pour les articles homonymes, voir Bellocchio.
Pier Giorgio Bellocchio, né le 16 avril 1974 à Rome (Latium), est un acteur italien.

## Biographie
Fils du réalisateur Marco Bellocchio et de l'actrice Gisella Burinato (it), Pier Giorgio Bellocchio fait ses débuts d'acteur à l'âge de six ans, jouant aux côtés de ses parents dans les films Vacanze in Val Trebbia et Le Saut dans le vide en 1980. À l'exception du court métrage Elena réalisé par son père, Pier Giorgio Bellocchio n'est revenu à la comédie qu'en 1999 avec La Nourrice. En 2003, il est monté sur scène avec la pièce Tracce. Pier Giorgio Bellocchio participera ensuite à presque tous les films réalisés par son père, tels que Buongiorno, notte ou Vincere, et à d'autres films comme Radio West (it) ou Melissa P.
En plus de jouer dans les films de son père Marco, Pier Giorgio Bellocchio a également travaillé comme producteur, s'occupant des aspects financiers des films, et a supervisé la production d'autres films tels que H2Odio et de clips vidéo tels que Non resisto d'Irene Grandi. En tant que réalisateur, il fait ses débuts en 1994 dans De Generazione, un film collectif tourné par plusieurs fils et filles de réalisateurs italiens. Bellocchio a notamment réalisé le segment intitulé Arrivano i nostri.

## Filmographie

### Cinéma
- 1980 : Vacanze in Val Trebbia de Marco Bellochio : le fils
- 1980 : Le Saut dans le vide (Salto nel vuoto) de Marco Bellochio : Giorgio
- 1999 : La Nourrice (La balia) de Marco Bellochio : Nardi
- 2003 : Radio West (it) d'Alessandro Valori (it) : Ale Fabiani
- 2003 : Buongiorno, notte de Marco Bellochio : Ernesto
- 2005 : Melissa P. de Luca Guadagnino : l'instructeur de natation
- 2006 : Sorelle de Marco Bellochio : Giorgio
- 2009 : Vincere de Marco Bellochio : Pietro Fedele
- 2010 : Sorelle mai de Marco Bellocchio : Giorgio
- 2011 : Sei giorni sulla Terra (it) de Varo Venturi (it) : Lieutenant Bruni
- 2012 : La Belle Endormie (Bella addormentata) de Marco Bellochio : Docteur Pallido
- 2012 : Mon père va me tuer (È stato il figlio) de Daniele Ciprì : le sourd et muet
- 2013 : Il terzo tempo (it) d'Enrico Maria Artale : l'entraîneur Marcocci
- 2015 : Sangue del mio sangue de Marco Bellochio : Federico Mai
- 2016 : Fais de beaux rêves (Fai bei sogni) de Marco Bellochio : Desperado
- 2017 : Seguimi de Claudio Sestieri : Sebastian, l'artiste
- 2019 : Le Traître (Il traditore) de Marco Bellochio : Cesare
- 2019 : Letto numero 6 (it) de Milena Cocozza : Ettore
- 2021 : Marx peut attendre (Marx può aspettare) de Marco Bellochio : lui-même
- 2021 : Diabolik de Marco et Antonio Manetti : Sergent Palmer
- 2022 : Ero in guerra ma non lo sapevo (it) de Fabio Resinaro (it) : Commissaire Giardino
- 2022 : Diabolik: Ginko all'attacco de Marco et Antonio Manetti : Sergent Palmer
- 2023 : Diabolik, chi sei? de Marco et Antonio Manetti : Sergent Palmer
- 2023 : La Guerra del Tiburtino III de Luna Gualano
- 2024 : Martedi e venerdi d'Alessio de Leonardis et Fabrizio Moro
- 2024 : Samad de Marco Santarelli

#### Télévision
- 2004 : Al di là delle frontiere (série) de Maurizio Zaccaro : Pino
- 2004 : Camera Café (série) : Fegato Marcio
- 2005 : R.I.S. Delitti imperfetti (série), épisode 10 L'insospettabile
- 2007 : La figlia di Elisa - Ritorno a Rivombrosa (mini-série) de Stefano Alleva (it) : Fulvio Gritti
- 2011 : Rex, chion flic (Il commissario Rex) (série), saison 4, épisode 6 Profondo Blu : Gabriele Bernardi
- 2012 : A fari spenti nella notte (it) (téléfilm) d'Anna Negri : Massimo de Santis
- 2013 : In Treatment (série), épisode 33 Alice : 7a settimana :  Sergio
- 2017 : L'ispettore Coliandro (série), saison 6, épisode 2 Partita speciale
- 2018 : Squadra criminale (série), saison 2, épisode 19 et 20 : Diego Padovano
- 2019-2022 : Imma Tataranni, substitut du procureur (Imma Tataranni sostituto procuratore) (série) : Giulio Bruno
- 2022 : Esterno notte (mini-série) de Marco Bellochio : Domenico Spinella
- 2023 : Sei donne : Il mistero di Leila (mini-série) de Vincenzo Marra : Roberto